# Schlacht bei Lena

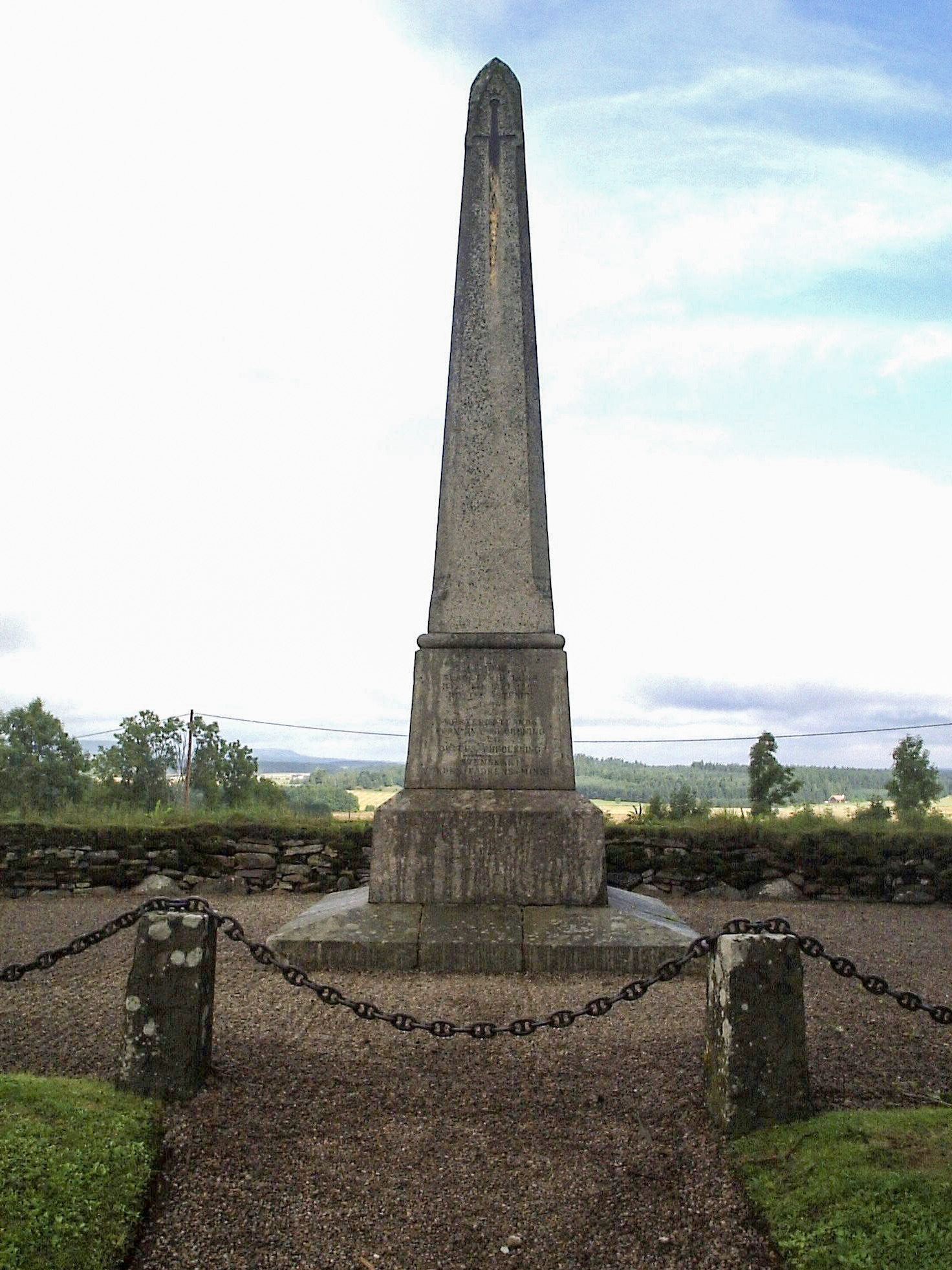
Denkmal für die Schlacht bei der Kirche von Kungslena, aufgestellt 1894

Die Schlacht bei Lena fand am 31. Januar 1208 beim heutigen Ort Kungslena im Landkreis Tidaholm in Västergötland (Schweden) zwischen dem Königssohn Erik Knutsson mit einem schwedisch-norwegischen Heer und dem von ihm vertriebenen König Sverker d. J. Karlsson mit einem vorwiegend dänischem Heer statt.

## Geschichte
Die Schlacht war ein wichtiges Ereignis im Rahmen des Machtkampfes der Geschlechter Eriks und Sverkers um die schwedische Königskrone. Bei Lena trafen der Königssohn Erik Knutsson mit einem schwedisch-norwegischen Heer und der von ihm vertriebene König Sverker d. J. Karlsson mit einem vorwiegend dänischem Heer aufeinander.
Laut mittelalterlichen Quellen war das dänische Heer an die 18.000 Mann stark. Dies scheint allerdings stark übertrieben zu sein. Auch für Valdemar II Sejr war dies ein hoffnungsvoller Versuch, Västergötland Dänemark einzuverleiben.
Angeführt wurden die Dänen von Ebbe Sunesson Hvide und seinen Brüdern Lars, Jakob und Peder Sunesson.
König Erik trug mit seinen norwegischen Kriegern den Sieg davon und Sverker floh mit seinem Erzbischof Valerius zurück nach Dänemark. Erik Knutsson wurde zum König gewählt; dennoch war der Machtkampf noch nicht vorbei. Die Streitigkeiten wurden fortgesetzt und möglicherweise resultierte hieraus die Schlacht bei Gestilren im Jahr 1210.
Dass die Schlacht bei Lena ein bedeutender Rückschlag für die sieggewohnte dänische Großmacht war, findet einen Beleg in einem wohlbekannten Strophe in einer mittelalterlichen Ballade die die Schlacht aus dänischer Sicht beschreibt:

„Fruarna sitta i högan loft

de vänta sina herrar att komma

Hästarna kommo blodiga fram

och sadlarna voro tomma“

„Die Frauen sitzen in der Kammer oben

Sie erwarten ihrer Herren Rückkehr

 Die Pferde kommen blutig herbei

Die Sättel, sie waren leer.“

Zum Andenken an diese Schlacht wurde die Kirche von Kungslena errichtet.